# Таволга в'язолиста
Таволга в'язолиста (Spiraea chamaedryfolia) — вид квіткових рослин родини трояндових (Rosaceae).

## Біоморфологічна характеристика
Це кущі 1–2 метри заввишки. Стебла прямовисні, густо гіллясті. Гілки коричневі або червоно-бурі, у старості стають сіро-бурими, тонкі, іноді згинаються, злегка кутасті, голі. Листкові ніжки 4–10 мм, голі чи рідко-волосисті; листкові пластини від широко-яйцеподібних до яйцеподібно-ланцетних, 2–8 × 1–4 мм, знизу запушені в пазухах жилок, зверху голі, краї дрібно гостро пилчасті і подвійно пилчасті, верхівки гострі. Суцвіття китицеподібні, зонтикоподібні чи волотеподібні, 2–10 × 2–5 см, 5–12-квіткові. Квітки 5–12 мм в діаметрі. Чашолистки яйцеподібно-трикутні, 1.5–3 × 1.5–2 мм, верхівка загострена. Пелюстки білі, широко-яйцеподібні чи майже округлі, 2.5–6 × 2–3 мм, з короткими кігтиками в основі, верхівка тупа або дещо надрізана. Тичинок 35–50, удвічі довші за пелюстки. Стручки 2–3 мм, голі чи запушені. 2n = 18.

## Поширення
Росте у помірній зоні Євразії від Австрії до Японії; інтродукований на північ Європи й північний схід Північної Америки.
Населяє схили в мішаних лісах, лісові галявини.
В Україні росте в Карпатах, а також часто культивується в садах і парках, на вулицях населених пунктів й дичавіє.

## Вид
Цей кущ часто використовується як декоративний через декоративні квіти.

## Галерея

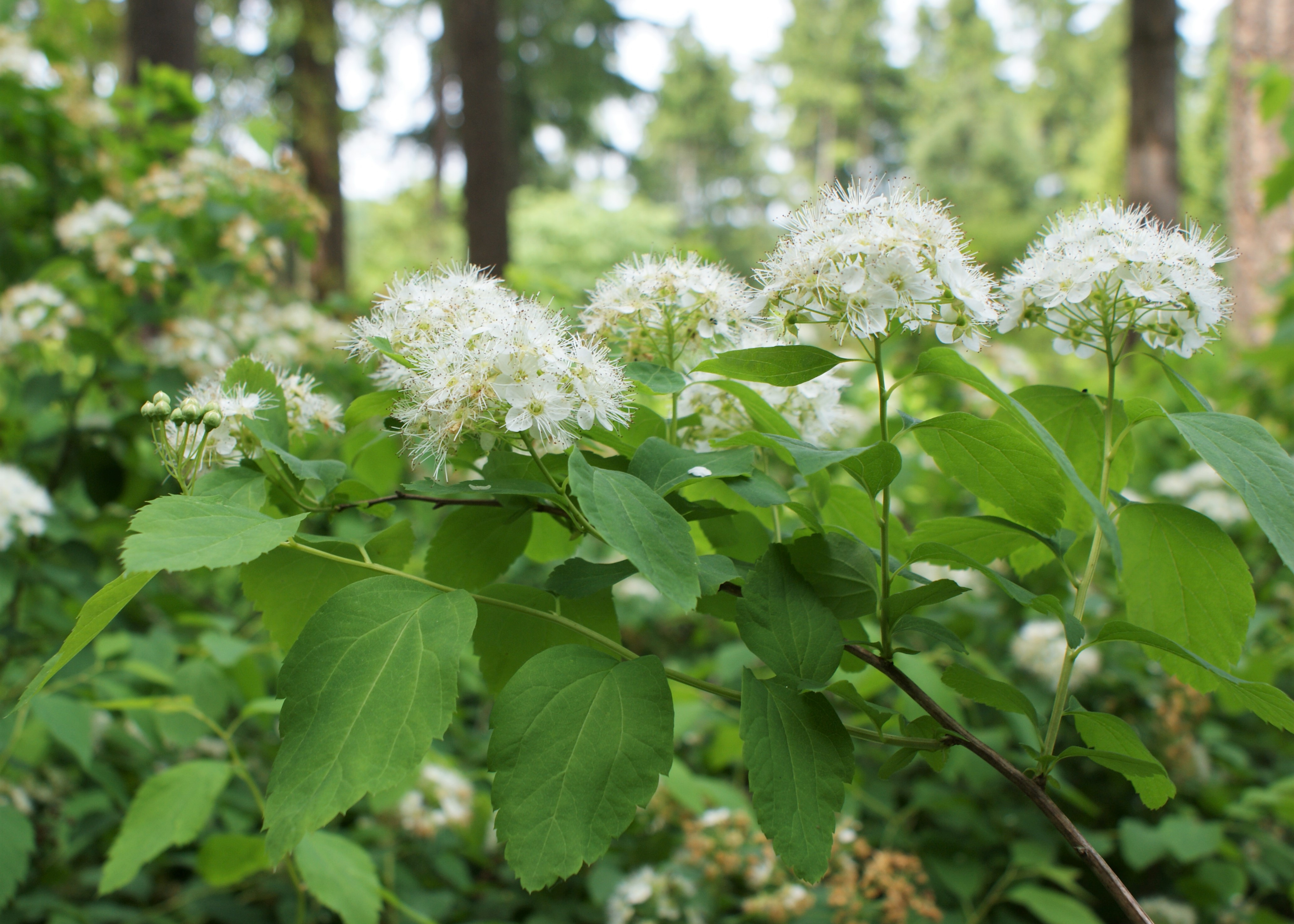
Гілка
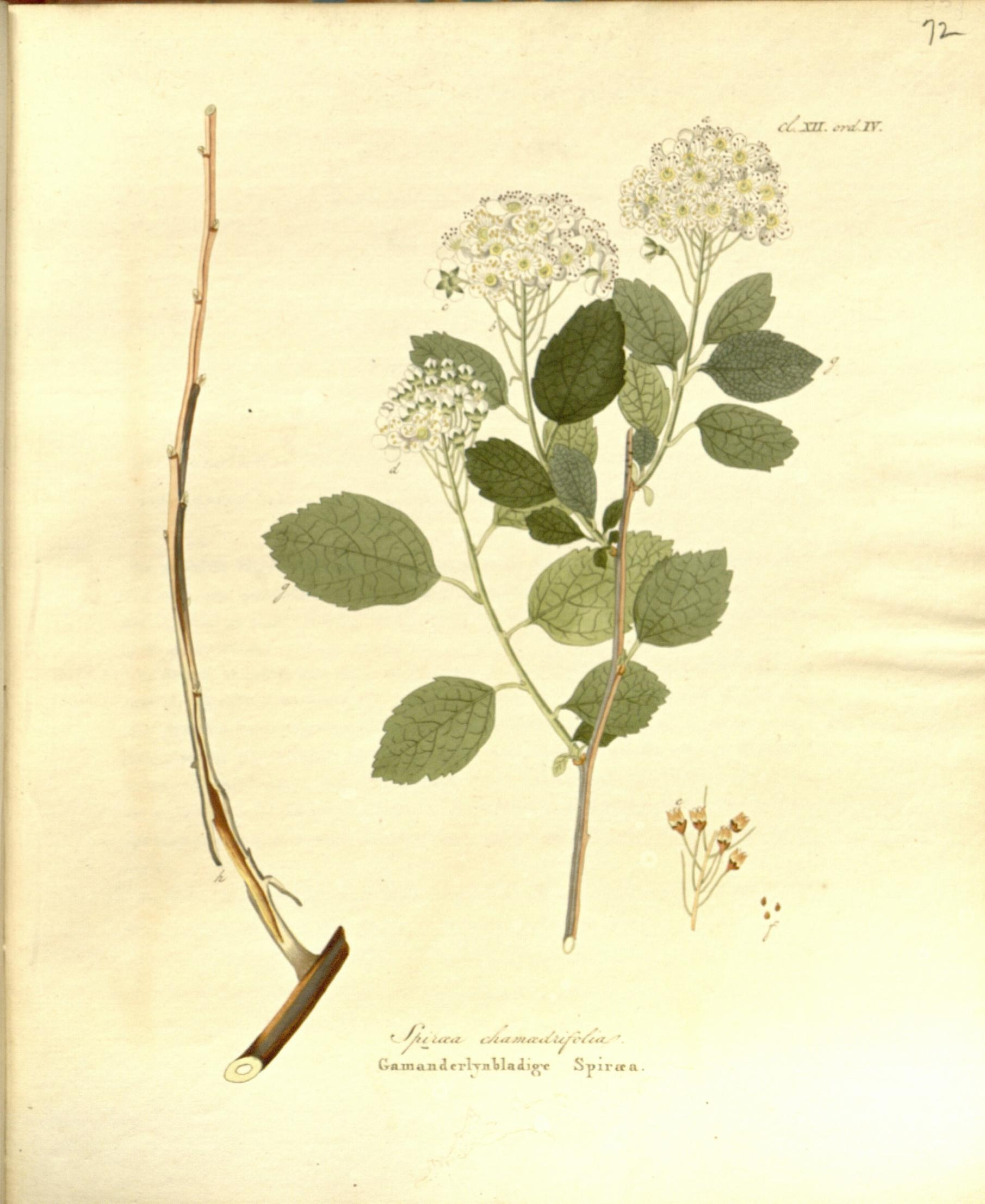
Ілюстрація
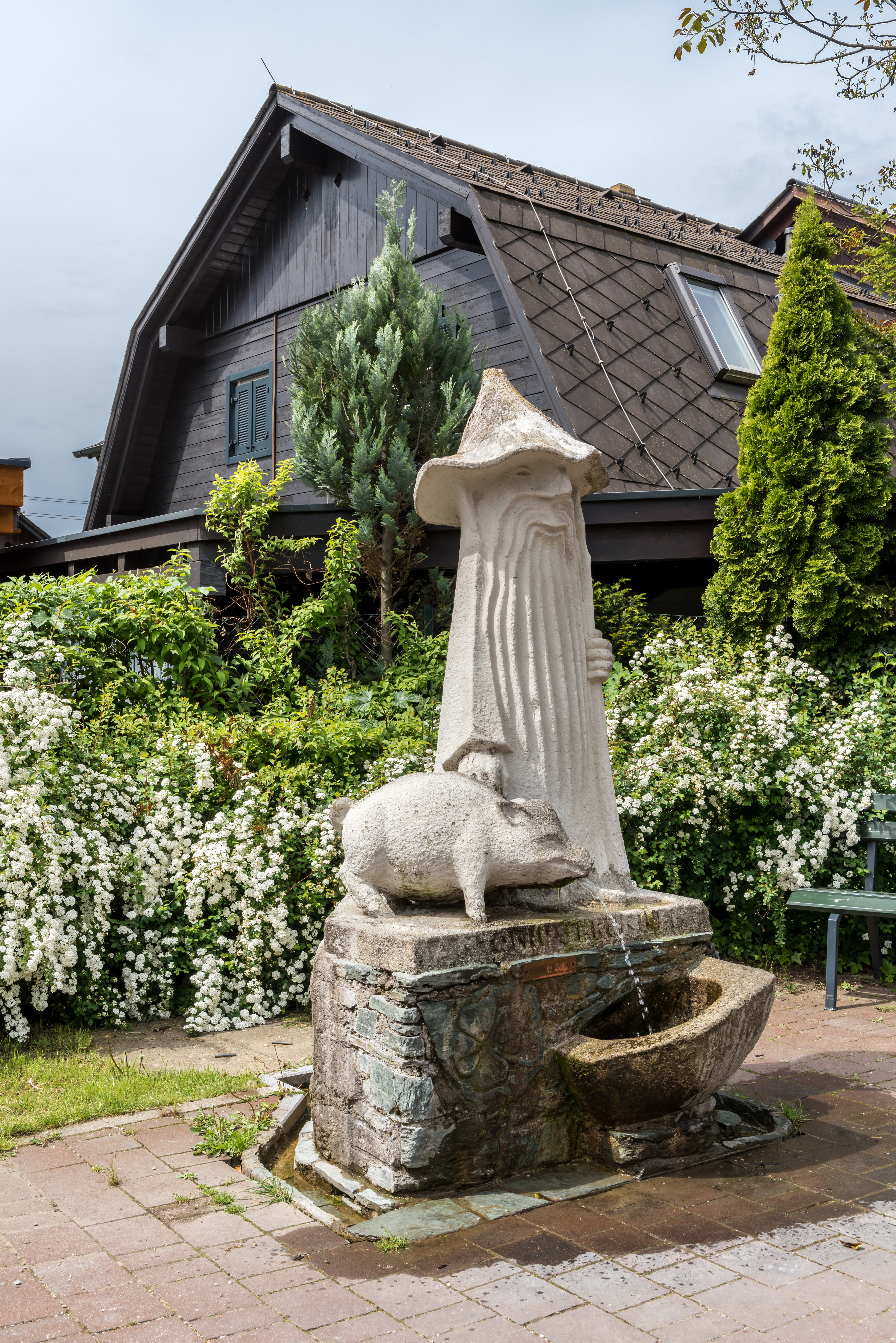
Декоративне використання